# Гороховець
Гороховець (рос. Гороховец) — місто районного підпорядкування в Росії, адміністративний центр Гороховецького району Владимирської області.
Гороховець розташований у Волзько-Окському межиріччі, на правому березі Клязьми, за 12 км від залізничної станції Гороховець (село Великово) на автомобільній дорозі М7 «Волга», за 157 км на схід від міста Владимира.

## Населення
Населення — 13 553 осіб (2013), 13 233 осіб (2015).